# 涙にさよなら
「涙にさよなら」（なみだにさよなら）は、Kiroroの8枚目のシングル。2000年7月26日発売。発売元はビクターエンタテインメント。2曲ともミニ・アルバム『七色」に収録。

## 収録曲
編曲：重実徹
1. 涙にさよなら
  - 作詞・作曲：玉城千春
2. Blue Sky
  - 作詞・作曲:金城綾乃
3. 涙にさよなら（オリジナル・カラオケ）
4. Blue Sky（オリジナル・カラオケ）